# مسجد جمیرا

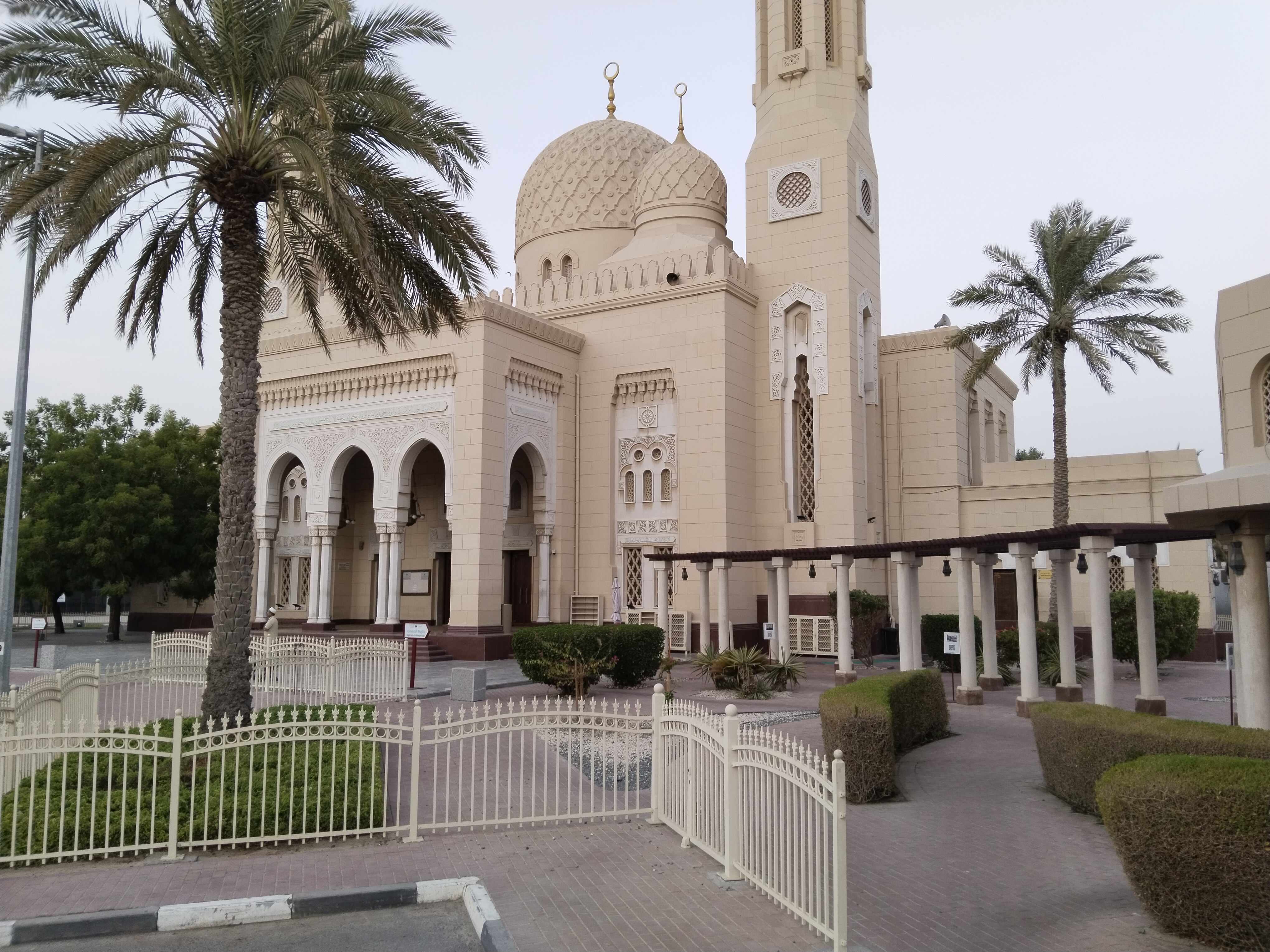

مسجد جمیرا (به عربی: مَسجد جمیرا) نام یک مسجد در دبی، امارات عربی متحده است. این مسجد در محلهٔ جمیرا قرار دارد.
این مسجد با یک گنبد به ارتفاع ۱۶ متر، و دو مناره مرتفع بطول تقریبی ۴۰ متر، و منبری بسیار مجلل، نمونه‌ای از معماری نوین اسلامی است.
در نماسازی این مسجد از سنگهای ممتاز به رنگ کرمی مایل به صورتی استفاده شده‌است.
تصویر این مسجد بعنوان یکی از نمادهای شهر بر روی اسکناس‌های ۵۰۰ درهمی چاپ شده‌است.